# Клементс, Фредерик
Фре́дерик Кле́ментс (англ. Frederic Edward Clements, 1874—1945) — американский ботаник, эколог растений и миколог.
Ввёл понятие «экотон», обозначающее относительно резкую переходную зону между сообществами.
Совокупность растительности и животного мира именовал биомом.
Внёс большой вклад в систематику грибов.
Член американской Национальной Академии наук, Американского ботанического общества (вице-президент в 1905, консультант в 1906—1910), Американской Ассоциации содействия прогрессу науки.

## Путь в науке
С 1894 года учился в Университете штата Небраска (University of Nebraska-Lincoln) у Чарлза Бесси.
В 1896 году получил степень магистра, в 1898 — PhD.
С 1897 года преподавал ботанику и физиологию растений в Университете штата Небраска, в 1905—1907 годах — профессор.
В 1907 году возглавил факультет ботаники Университета Миннесоты (Миннеаполис).
В 1917—1941 — в Институте Карнеги в Вашингтоне, руководитель исследований в области экологии. Работал на исследовательских станциях в Тусоне (Аризона), «Прибрежной лаборатории Карнеги» в Санта-Барбаре (Калифорния) и «Горной лаборатории Карнеги» (которую он же и основал) в Каньоне Ангела на склонах Пайкс-Пика (Колорадо). На основании исследований разработал одну из самых значительных теорий развития растительности — динамическую концепцию растительных сукцессий, которая была подвергнута критике сначала Генри Глизоном и Артуром Тенсли, а затем Робертом Уиттакером, но в конце XX века вновь стала доказывать своё право на существование.

## Названы в честь Клементса
Клементсия (Clementsia Rose ex Britton & Rose), род растений семейства Толстянковые (англ. Clements' rose flower), названа в честь Клементса и его жены, Эдит Клементс.

## Печатные труды
- Clements F.E., Pound N.R. The Phytogeography of Nebraska, 1898 (second edition, 1900 (англ.)
- Clements F.E. Histogenesis of Caryophyllales, 1899 (англ.)
- Clements F.E. Greek and Latin in Biological Nomenclature, 1902 (англ.)
- Clements F.E. Herbaria Formationum Coloradensium, 1902 (лат.)
- Clements F.E. Development and Structure of Vegetation, 1904 (англ.)
- Clements F.E. Research Methods in Ecology. Lincoln, Neb.: Univ. Publ., 1905 (англ.)
- Clements F.E. Plant Physiology and Ecology, 1907 (англ.)
- Clements F.E. Cryptogamae Formationum Coloradensium, 1908 (лат.)
- Clements F.E. Minnesota Mushrooms, 1910 (англ.)
- Clements F.E., Clements E.S. Rocky Mountain Flowers, 1913 (англ.)
- Clements F.E. Plant Succession, 1916 (англ.)
- Clements F.E. Plant succession; an analysis of the development of vegetation. // Publ. Carnegie Institution of Washington. № 242. Washington, 1916 (англ.)
- Clements F.E. Plant Indicators, 1920 (англ.)
- Clements F.E. Aeration and Air-Content, 1921 (англ.)
- Clements F.E., Hall H.M. The Phylogenetic Method in Taxonomy, 1923 (англ.)
- Clements F.E., Long F.L. Experimental pollination; an outline of the ecology of flowers and insects, 1923 (англ.)
- Clements F.E., Weaver J.E. Experimental Vegetation, 1924 (англ.)
- Clements F.E., Goldsmith G.W. The phytometer method in ecology; the plant and community as instruments, 1924 (англ.)
- Clements F.E. Plant Succession and Indicators, 1928 (reprinted 1973) (англ.)
- Clements F.E., Clements E.S. Flower Families and Ancestors, 1928 (англ.)
- Clements F.E., Weaver J.E. Plant Ecology, 1929 (англ.)
- Clements F.E., Shear C.L. The Genera of Fungi, 1931 (reprinted 1965) (англ.)
- Clements F.E. Experimental ecology in the public service // Ecology. 1935. Vol. 16. P. 342–363 (англ.)
- Clements F.E. Nature and structure of the climax // Journal of Ecology. 1936. Vol. 24, № 1. P. 252–284 (англ.)
- Dynamics of vegetation; selections from the writings of Frederic E. Clements / Compilled and edited by B.W. Allred and E.S. Clements. NY: H.W. Wilson, 1949 (англ.)
- Clements F.E., Shelford V.E. Bio-ecology. – NY: John Wiley ; L: Chapman and Hall, 1939 (англ.)